# Jeddahmassakern 1858
Jeddahmassakern 1858 ägde rum den 15 juni 1858 i staden Jeddah på den arabiska halvön, som då tillhörde osmanska riket, då 21 kristna invånare mördades av hundratals muslimska hadramiter. 
Jeddah och hela Hijaz hade befunnit sig i ett tillstånd av stark spänning sedan det knappt nedslagna Hijazupproret, som delvis handlade om fientlighet mot Väst, som fått Osmanska riket att utfärda lagar mot slaveri, vilket ansågs strida mot sharia.
Bland offren fanns den brittiske vicekonsuln Stephen Page och den franske konsuln M. Eveillard och hans hustru, vars dotter Elise Eveillard och tolk M. Emerat tillhörde de 24 överlevande flyktingar efter massakern, som sårades och lyckades simma ut till fartyget HMS Cyclops. De flesta av de mördade var kristna greker och levantiner, många under brittiskt beskydd. Barn till de mördade blev i åtminstone ett fall tillfångatagna och sålda på slavmarknaden.